# 虻
虻科是雙翅目下的一科，通称为虻、俗称馬蠅。雄性馬蠅主要靠吸食花蜜和植物體液維生，雌性則因非自發性生殖，有著相比下強壯的口器來獲取哺乳動物血液中的蛋白質以繁衍後代。雌性馬蠅的口器類似雙開剪刀，切開表皮後進行吸食。

## 概述
成年的虻擁有很大的复眼，三节的短触角，以及很宽的身体。雌性个体的复眼分得很开，而雄性的两个复眼之间距离较近。一般来说，活体的虻体色很鲜明，但被制成标本后色泽较为暗淡。其触角的末节尖锐而粘稠，外形是由几个锥形的的环组成的结构；其触角上并无纤毛或刺状突起。头部及胸部均被短毛所覆盖，但其体表并无刚毛。拥有透明的膜状前翅，色泽一般为灰色或褐色，在某些种类（物种）中则有图案。

## 分类
根据ITIS，虻科分为:

下科Chrysopsinae:

Merycomyia

Chrysops 

Neochrysops

Silvius

下科Pangoniinae:

Apatolestes

Asaphomyia

Brennania

Esenbeckia

Pangonia

Pegasomyia

Stonemyia

Goniops

下科Tabaninae:

Anacimas

Bolbodimyia

Catachlorops

Chlorotabanus

Diachlorus

Dichelacera

Holcopsis

Lepiselaga

Leucotabanus

Microtabanus

Stenotabanus

Haematopota

Agkistrocerus

Atylotus

Hamatabanus

Hybomitra

Poeciloderas

Tabanus

Whitneyomyia

未分下科

Zophina